# Hardy Krüger
Hardy Krüger (n. 12 aprilie 1928, Wedding⁠(d), Statul Liber Prusia⁠(d), Germania – d. 19 ianuarie 2022, Palm Springs⁠(d), California, SUA) a fost un actor, actor de dublaj, regizor și scriitor german. A fost unul dintre cei mai de succes actori germani din anii 1950 - 1960, care a fost de asemenea renumit la nivel mondial prin producțiile de film internaționale în care a jucat. Printre cele mai cunoscute filme ale sale se numără Hatari!, Pasărea Phoenix, Bătălia de pe Neretva, Secretul din Santa Vittoria, Cortul roșu.
A debutat pe ecran în filmul Junge Adler (1944) cu o partitură care îl lansează fulgerător în cinematografia din patrie și străinătate. Alura sportivă, sinceritatea și fermitatea jocului l-au impus prin excelență în repertoriul filmului de acțiune.

## Filmografie selectivă
- 1944: Tinerii vulturi (Junge Adler), regia Alfred Weidenmann
- 1949: Diese Nacht vergess ich nie!, regia Johannes Meyer
- 1949: Kätchen für alles, regia Ákos von Ráthonyi
- 1949: Das Fräulein und der Vagabund regia Albert Benitz
- 1950: Femeia din mările sudului (Mädchen aus der Südsee), regia Hans Müller
- 1953: Die Jungfrau auf dem Dach, regia Otto Preminger
- 1953: Atâta timp cât mă vei iubi (Solange Du da bist), regia Harald Braun
- 1953: Muß man sich gleich scheiden lassen, regia Hans Schweikart
- 1953: Ich und Du, regia Alfred Weidenmann
- 1954: Der letzte Sommer, regia Harald Braun
- 1955: An der schönen blauen Donau, regia Hans Schweikart
- 1955: Der Himmel ist nie ausverkauft, regia Alfred Weidenmann
- 1955: Alibi, regia Alfred Weidenmann
- 1956: Poștărița Cristinel (Die Christel von der Post), regia Karl Anton
- 1956: Liane, das Mädchen aus dem Urwald, regia Eduard von Borsody
- 1957: Einer kam durch (The One That Got Away), regia Roy Ward Baker
- 1957: Misiune diabolică (Der Fuchs von Paris), regia Paul May
- 1957: Banktresor 713, regia Werner Klingler
- 1958: Mărturisiți, doctore Corda (Gestehen Sie, Dr. Corda!), regia Josef von Báky
- 1959: Die tödliche Falle (Blind Date), regia Joseph Losey
- 1958: Mit dem Kopf durch die Wand (Bachelors of hearts), regia Wolf Rilla
- 1959: Restul e tăcere (Der Rest ist Schweigen), regia Helmut Käutner
- 1959: Die Gans von Sedan (Une fleur au fusil)
- 1960: Bumerang
- 1960: Un taxi pentru Tobruk (Un taxi pour Tobrouk), regia Denys de La Patellière
- 1961: Zwei unter Millionen, regia Victor Vicas, Wieland Liebske
- 1961: Liane, Tochter des Dschungels
- 1961: Der Traum von Lieschen Müller, regia Helmut Käutner
- 1962: Hatari!, regia Howard Hawks
- 1962: Sonntage mit Sybill, regia Serge Bourguignon
- 1963: Hardys Bordbuch, regia Hardy Krüger (Serial TV, până în 1968)
- 1964: (Le gros coup/Il triangolo del delitto), regia  Jean Valère
- 1965: Pianele mecanice (Los pianos mécanicos), regia Juan Antonio Bardem
- 1965: Und die Wälder werden schweigen (Le chant du monde), regia Marcel Camus
- 1965: Pasărea Phoenix (The Flight of the Phoenix), regia Robert Aldrich
- 1966: Lautlose Waffen (The Defector/L'Espion), regia Raoul_Lévy
- 1967: Ein Mädchen wie das Meer (La grande Sauterelle), regia Georges Lautner
- 1968: Le franciscain de Bourges, regia Claude Autant-Lara
- 1969: Bătălia de pe Neretva  (Bitka na Neretvi), regia Veljko Bulajić
- 1969: Călugărița din Monza (La monaca di Monza), regia Eriprando Visconti
- 1969: Cortul roșu (Красная палатка), regia Mihail Kalatozov
- 1969: Secretul din Santa Vittoria (The Secret of Santa Vittoria), regia Stanley Kramer
- 1971: Der Zeuge hinter der Wand, regia James Kelly
- 1971: Das Messer, regie: Rolf von Sydow (Dreiteiliger Fernsehfilm)
- 1972: Im Alleingang (Un solitaire), regia Alain Brunet
- 1972: Tod eines Fremden
- 1974: Papier Tiger (Paper Tiger), regia Ken Annakin
- 1975: Barry Lyndon, regia Stanley Kubrick
- 1975: Potato Fritz, regia Peter Schamoni
- 1977: Un pod prea îndepărtat (A Bridge Too Far), regia Richard Attenborough
- 1977: Die Wildgänse kommen (The Wild Geese), regia Andrew V. McLaglen
- 1978: Die Sturmfahrt der Blue Fin (Blue Fin), regia Carl Schultz
- 1981: Feine Gesellschaft – beschränkte Haftung, regia Ottokar Runze
- 1982: Flammen am Horizont (Wrong is Right), regia Richard Brooks
- 1982: Die Welt von oben, regia Dieter Seelmann, Hardy Krüger (serial–documentar TV)
- 1984: Inside Man – Der Mann aus der Kälte (The Inside Man/Slagskämpen), regia Tom Clegg
- 1987: Weltenbummler, regia Hardy Krüger (Serial TV ARD, până în 1995)